# 奇跡の丘
『奇跡の丘』（きせきのおか、伊: Il Vangelo secondo Matteo、英: The Gospel According to St. Matthew、「マタイによる福音書」の意）は、1964年（昭和39年）製作・公開されたピエル・パオロ・パゾリーニ監督によるイタリア・フランス合作映画である。
ヴェネツィア国際映画祭の審査員特別賞、国際カトリック映画事務局賞を受賞。

## 概要
「マタイによる福音書」に基づいて処女懐胎、イエスの誕生、イエスの洗礼、悪魔の誘惑、イエスの奇跡、最後の晩餐、ゲッセマネの祈り、ゴルゴダの丘、復活のエピソードが描かれている。

## キャスト

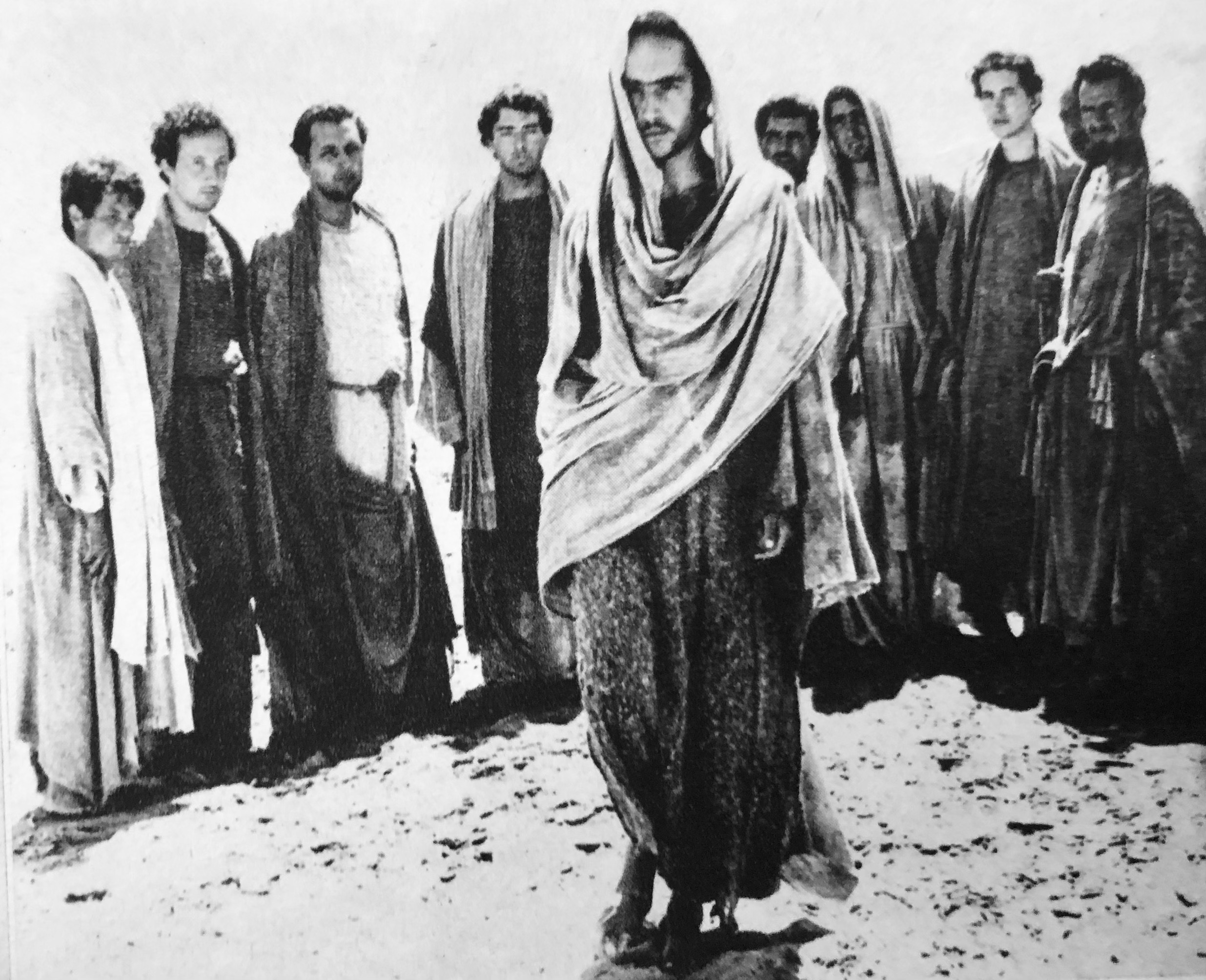
イエスと弟子たち

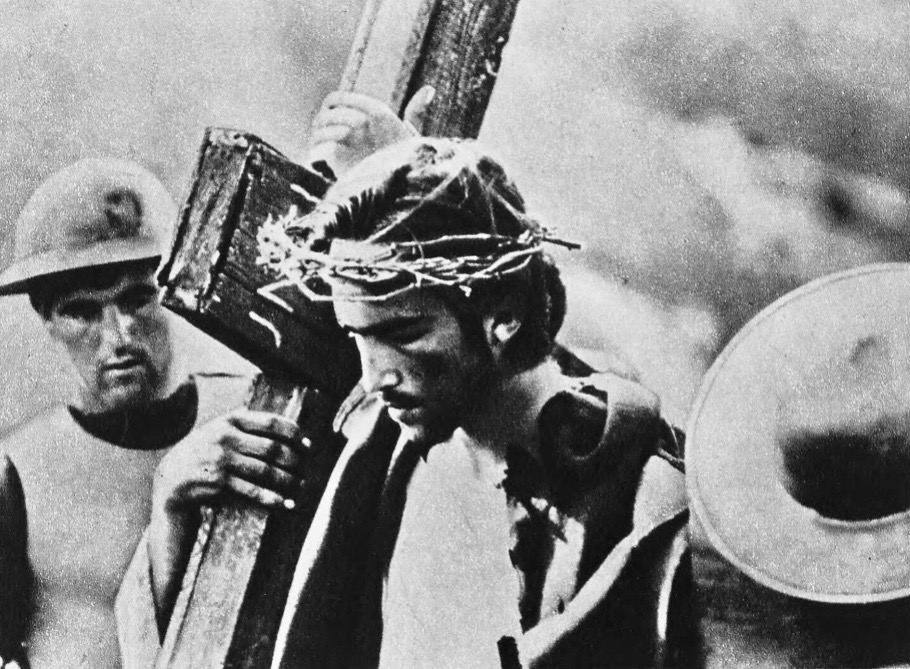
ゴルゴダの丘へ向かうイエス

- エンリケ・イラソキ（イタリア語版） - イエス
- マルゲリータ・カルーソ - 母マリア（若い時代）
- スザンナ・パゾリーニ（イタリア語版） - 母マリア
- マルチェロ・モランテ（イタリア語版） - ヨセフ
- マリオ・ソクラテ（イタリア語版） - 洗礼者ヨハネ
- セティミオ・デ・ポルト - ペトロ
- アルフォンソ・ガット - アンデレ
- ルイジ・バルビーニ - ヤコブ（ゼベダイの子）
- ジャコモ・モランテ - ヨハネ（ゼベダイの子）
- ジョルジョ・アガンベン - フィリポ
- グイド・チェレターニ - バルトロマイ
- ロザリオ・ミガーレ - トマス
- フェルッチョ・ヌッツォ - マタイ
- マルチェロ・ガルディーニ - アルファイの子ヤコブ
- エリオ・スパツィアーニ - タダイ
- エンゾ・シチリアーノ - シモン（熱心党）
- オテロ・セスティリ - ユダ（イスカリオテ）
- ロドルフォ・ウィルコック - カヤファ
- アレッサンドロ・クレリチ - ポンテオ・ピラト
- アメリゴ・ベヴィラッカ - ヘロデ大王
- フランチェスコ・レオネッティ - ヘロデ・アンティパス
- フランカ・クパーネ - ヘロデア
- パオラ・テデスコ - サロメ
- エリゼオ・ボッシ - アリマタヤのヨセフ
- ナタリア・ギンズブルグ - ベタニアのマリア